# Leostyletus
Leostyletus Martynov, 1998 è un genere di molluschi nudibranchi della famiglia Eubranchidae.

## Tassonomia
Il genere comprende le seguenti specie:
- Leostyletus misakiensis (Baba, 1960)
- Leostyletus pseudomisakiensis Martynov, 1998